# Иконоборство
 Тази статия е за общия термин.  За борбите във Византия вижте Иконоборство (Византия).  
Иконоборство (на старогръцки: εἰκών + κλάω) е социално, културно, политическо или религиозно убеждение в необходимостта от унищожаване на икони и други изображения или паметници, най-често по религиозни или политически причини. Хората, които участват във или подкрепят иконоборството, се наричат иконоборци, термин, който се прилага към всеки индивид, който оспорва „установени вярвания или почитани институции на основание, че са погрешни или пагубни“.
Обратно, този, който почита или почита религиозни изображения, се нарича (от иконоборците) иконопочитател; във византийски контекст такъв човек се нарича иконодул или иконофил. Иконоборството обикновено не включва унищожаването на образите на конкретен владетел след неговата или нейната смърт или сваляне, практика, по-известна като damnatio memoriae (проклятие на паметта).
Въпреки че иконоборството може да бъде извършвано от последователи на различни религии, то по-често е резултат от сектантски спорове между фракции на една и съща религия. Терминът произлиза от византийското иконоборство, борби между поддръжници и противници на религиозните икони във Византийската империя от 726 до 842 г. Степента на иконоборство варира значително сред религиите и техните клонове, но то е най-силно при религиите, които се противопоставят на идолопоклонничеството, включително авраамическите религии. Извън религиозния контекст иконоборството може да се отнася до движения за широко разпространено унищожаване на символи на дадена идеология или кауза, като унищожаването на монархическите символи по време на Френската революция.